# 島田朋三郎
島田 朋三郎（しまだ ともさぶろう、1882年（明治15年）3月12日 - 1945年（昭和20年）9月4日）は、大日本帝国陸軍軍人。最終階級は陸軍法務中将。

## 経歴
1882年（明治15年）に徳島県で生まれた。東京帝国大学法学部を卒業し、高等試験司法科試験に合格。文官として陸軍法務部に奉職する。各師団の法務部長などを歴任し、甘粕事件・五・一五事件の軍法会議に法務官として参加している。その後第1師団法務部長に就任し、1935年（昭和10年）に発生した相沢事件を裁いた軍法会議に検察官として参加し、相沢三郎に死刑を求刑した。
1938年（昭和13年）に関東軍隷下の第4軍法務部長に転じ、1939年（昭和14年）に支那派遣軍法務部長を経て、1940年（昭和15年）に東部軍法務部長に就任。1942年（昭和17年）に法務官は武官制に移行し、島田は法務少将となる。東部軍法務部長としては、1944年（昭和19年）に津野田知重少佐が東条英機の暗殺を企てた事件の軍法会議や、1945年（昭和20年）に行われた吉田茂の逮捕に関与したとされる。
1944年（昭和19年）3月1日に陸軍法務中将に進級し、発令日は不明ながら兼留守近衛第2師団法務部長第36軍法務部長陸軍高等軍法会議法務官となり、1945年（昭和20年）1月29日に兼第12方面軍法務部長。同年4月7日に第1総軍法務部長に転じ、終戦を迎えた。島田は日本軍による捕虜虐待や撃墜したB-29搭乗員の処刑など、法務関係の責任を取ると遺言を遺し、9月4日に赤坂区霊南坂の官舎で拳銃自決した。